# Peter Licence
Peter Licence (* 1973) ist ein britischer Chemiker und Hochschullehrer an der Universität Nottingham.

## Werdegang
Seinen B.Sc. erwarb Licence 1996 an der Universität Wales. Im Jahr 2000 promovierte er in synthetischer organischer Chemie bei M. S. Baird und forschte anschließend als Postdoc im Bereich Hochdruck-Chemie und superkritische Fluide. Im Anschluss erhielt er 2006 eine Stelle als Lecturer bei Martyn Poliakoff, ab 2008 war er außerordentlicher Professor und Lecturer. Im Jahr 2013 erhielt er einen eigenen Lehrstuhl.

## Publikationen (Auswahl)
- Poliakoff, Martyn, Licence, Peter and George, Michael W, 2018. A New Approach to Sustainability: A Moore’s Law for Chemistry. Angewandte Chemie (International ed. in English).
- Clarke, Coby J., Puttick, Simon, Sanderson, Thomas J., Taylor, Alasdair W., Bourne, Richard A., Lovelock, Kevin R. J. and Licence, Peter, 2018. Thermal stability of dialkylimidazolium tetrafluoroborate and hexafluorophosphate ionic liquids: ex situ bulk heating to complement in situ mass spectrometry Physical Chemistry Chemical Physics. 20(24), 16786 – 16800
- Karjalainen, Erno, Wales, Dominic J., Gunasekera, Deshani H. A. T., Dupont, Jairton, Licence, Peter, Wildman, Ricky D. and Sans, Victor, 2018. Tunable Ionic Control of Polymeric Films for Inkjet Based 3D Printing ACS SUSTAINABLE Chemistry & Engineering. 6(3), 3984 – 3991